# David City
David City är administrativ huvudort i Butler County i Nebraska. Orten har fått sitt namn efter William David som var far till markägaren Phoebe David Miles. Enligt 2020 års folkräkning hade David City 2 995 invånare.

## Kända personer från David City
- Roman Hruska, politiker